# Suliborek
Suliborek (niem. Klein Silber) wieś sołecka w Polsce położona w województwie zachodniopomorskim, w powiecie choszczeńskim, w gminie Recz. W latach 1975–1998 miejscowość administracyjnie należała do województwa gorzowskiego. W roku 2007 wieś liczyła 82 mieszkańców.

## Geografia
Wieś leży ok. 4 km na północny wschód od Recza, przy drodze wojewódzkiej nr 151, między Reczem a Ińskiem.

## Historia
Wieś o metryce średniowiecznej, po raz pierwszy wymieniana w źródłach w 1296 r., jako Sylber, Silber. W 1452 r. burmistrz Recza Jakub Vorhower nadał Cysterkom 18 łanów na Suliborku. Po kasacie zakonu cysterek, ok. 1552 r. wieś stała się własnością domenalną. Z tego okresu pochodzą wzmianki o istnieniu folwarku o dziewięciu łanach, wymienia się także kościół. Pierwszym protestanckim duchownym w Suliborku był Marcin Kramer, ojciec słynnego później na Pomorzu kaznodziei Daniela. Suliborek poważnie ucierpiał podczas wojny trzydziestoletniej (1618–1648). W 1718 r. sołtys sprawował niższe sądownictwo i posiadał cztery wolne łany oraz gospodarstwo zagrodnicze. Gospodarstwo sołeckie mieściło się na południowym krańcu wsi i jeszcze w okresie międzywojennym wyróżniało się rozmiarami. W 1774 r. do szkoły uczęszczało 20–30 dzieci. W wyniku separacji gruntów przeprowadzonej w 1828 r. wydzielono działki biegnące od Iny w kierunku Głębokiego i Słutowa. W 2 ćwierćwieczu XIX wieku na miejscu pierwotnej świątyni wzniesiono nowy kamienno-ceglany kościół. Od początku XX wieku liczba mieszkańców Suliborka systematycznie malała. Od października 1939 r. we wsi przebywała grupa 30-40 polskich jeńców wojennych ze stalagu II D w Stargardzie. Później wbrew Konwencji Genewskiej – zostali oni cywilnymi robotnikami przymusowymi. Wieś poważnie ucierpiała w 1945 r. Walki w okolicy Suliborka trwały od 9 lutego do 4 marca 1945 r. wieś kilkakrotnie przechodziła z rąk do rąk. Zniszczeniu uległ kościół, liczne zabudowania chłopskie. Po II wojnie światowej wieś zasiedlona głównie przesiedleńcami ze wschodu. Do końca lat 70. XX wieku w Suliborku działała szkoła, czynny był punkt biblioteczny. W 1984 r. wieś liczyła 13 gospodarstw chłopskich. Na przełomie lat osiemdziesiątych i dziewięćdziesiątych XX wieku funkcjonowała tu ferma bydła domowego, od 1997 r. w rękach prywatnych dzierżawców.

## Zabytki
Do wojewódzkiego rejestru zabytków wpisana jest:
- ruina kościoła ewangelickiego z pierwszej połowy XIX wieku.